# Solanum alphonsei
Solanum alphonsei är en potatisväxtart som beskrevs av Michel Félix Dunal. Solanum alphonsei ingår i släktet skattor som ingår i familjen potatisväxter. Inga underarter finns listade i Catalogue of Life.